# Acomys cahirinus
Il topo spinoso del Cairo (Acomys cahirinus  E.Geoffroy, 1803) è un roditore della famiglia dei Muridi diffuso nell'Africa nord-orientale.

## Descrizione

### Dimensioni
Roditore di piccole dimensioni, con la lunghezza della testa e del corpo tra 75 e 138 mm, la lunghezza della coda tra 85 e 138 mm, la lunghezza del piede tra 18 e 23 mm, la lunghezza delle orecchie tra 18 e 31 mm e un peso fino a 64 g.

### Aspetto
La pelliccia è particolarmente spinosa sulla groppa, le parti dorsali variano dal bruno-rossastro al marrone scuro, i peli spinosi hanno la base bianca o grigio chiara, mentre le parti ventrali e le zampe sono grigie o biancastre. Il muso è appuntito, gli occhi sono grandi e scuri, è presente una macchia biancastra sotto ognuno di essi. Le vibrisse sono lunghe. Le orecchie sono grandi, scure, rivestite di corti peli biancastri ed hanno ognuna una macchia bianca alla base anteriore e posteriore. La pianta dei piedi è chiara. La coda è lunga quanto la testa e il corpo, scura sopra, più chiara sotto, gli anelli di scaglie sono larghi ed è ricoperta di piccole setole biancastre o brunastre. Le femmine hanno un paio di mammelle pettorali e due paia inguinali. Il cariotipo è 2n=36-38 FN=68-72.

## Biologia

### Comportamento
È una specie terricola e diurna, attiva soprattutto la mattina e la sera. Si ripara nelle feritoie delle rocce o scava semplici tane in terreno morbidi. Se disturbata rizza le spine del dorso..

### Alimentazione
Si nutre di foglie, semi, frutta, lumache, insetti,ragni e scorpioni.

### Riproduzione
Danno alla luce 1-5 piccoli alla volta dopo una gestazione di 38 giorni in cattività oppure 42 in natura. Raggiungono la maturità dopo 2-3 mesi di vita.

## Distribuzione e habitat
Questa specie è diffusa nell'Africa nord-orientale, dalla Libia fino al Sinai ad est e Gibuti a sud.
Vive in zone rocciose, letti di uadi, palmeti, pendii collinari fino a 1.800 metri di altitudine. Nel Sahel è presente anche in arbusteti bassi. Alcune popolazioni, particolarmente in Egitto, sono commensali dell'Uomo, vivendo nelle fessure degli edifici.

## Tassonomia
Sono state riconosciute 6 sottospecie:
- A.c.cahirinus: Egitto, dal delta lungo tutto il Nilo, Penisola del Sinai;
- A.c.albigena (Heuglin, 1877): Eritrea, Etiopia settentrionale, Gibuti;
- A.c.helmyi (Osborn, 1980): Egitto occidentale;
- A.c.hunteri (de Winton, 1901): Sudan settentrionale e nord-orientale;
- A.c.megalodus (Setzer, 1959): Egitto nord-orientale;
- A.c.viator (Thomas, 1902): Libia.

## Conservazione
La IUCN Red List, considerato il vasto areale, la tolleranza a un vasto tipo di habitat e la popolazione numerosa, classifica A.cahirinus come specie a rischio minimo (Least Concern).